# Trapezoedro tetragonal
| Trapezoedro tetragonal    | Trapezoedro tetragonal       |
| ------------------------- | ---------------------------- |
| Trapezoedro tetragonal    |                              |
| Tipo                      | Trapezoedro                  |
| Conway                    | dA4                          |
| Diagrama de Coxeter       | ·                            |
| Caras                     | 8 deltoides                  |
| Aristas                   | 16                           |
| Vértices                  | 10                           |
| Configuración de vértices | V4.3.3.3                     |
| Grupo de simetría         | D4d, [2+,8], (2*4), orden 16 |
| Grupo de rotación         | D4, [2,4]+, (224), orden 8   |
| Dual                      | Antiprisma cuadrado          |
| Propiedades               | Convexo, figura isoedral     |

En geometría, un trapezoedro tetragonal, o simplemente trapezoedro, es el segundo de un conjunto ordenado infinito de trapezoedros, que son duales de los antiprismas. Tiene ocho caras, que son deltoides congruentes, y es dual al antiprisma cuadrado.

## En generación de mallas
Esta forma se ha utilizado como caso de prueba para generación de mallas hexaédricas, simplificando un caso de prueba anterior planteado por el matemático Robert Schneiders con la forma de una pirámide cuadrada con su límite subdividido en 16 cuadriláteros. En este contexto, el trapezoedro tetragonal también ha sido llamado octaedro cúbico, octaedro cuadrilátero, o huso octogonal, porque tiene ocho caras cuadriláteras y está definido únicamente como un poliedro combinatorio por esta propiedad. Agregar cuatro cuboides a una malla para el octaedro cúbico también daría una malla para la pirámide de Schneiders. Como poliedro simplemente conexo con un número par de caras cuadriláteras, el octaedro cúbico se puede descomponer en cuboides topológicos con caras curvas que se encuentran cara a cara sin subdividir los cuadriláteros límite, y se ha creado una malla explícita de este tipo. Sin embargo, no está claro si se puede obtener una descomposición de este tipo en la que todos los cuboides sean poliedros convexos con caras planas.

## En el arte
Un trapezoedro tetragonal aparece en la parte superior izquierda como una de las "estrellas" poliédricas en el grabado en madera de 1948 obra de M. C. Escher titulado Estrellas.

## Mosaico esférico
El trapezoedro tetragonal también existe como poliedro esférico, con 2 vértices en los polos y vértices alternos igualmente espaciados por encima y por debajo del ecuador.

## Poliedros relacionados
| Nombre trapezoedro        | Trapezoedro digonal (Tetraedro) | Trapezoedro trigonal | Trapezoedro tetragonal | Trapezoedro pentagonal | Trapezoedro hexagonal | Trapezoedro heptagonal | Trapezoedro octogonal | Trapezoedro decagonal | Trapezoedro dodecagonal | ...                   | Trapezoedro apeirogonal |
| ------------------------- | ------------------------------- | -------------------- | ---------------------- | ---------------------- | --------------------- | ---------------------- | --------------------- | --------------------- | ----------------------- | --------------------- | ----------------------- |
| Poliedro                  |                                 |                      |                        |                        |                       |                        |                       |                       |                         | ...                   |                         |
| Poliedro esférico         |                                 |                      |                        |                        |                       |                        |                       |                       |                         | Imagen teselado plano |                         |
| Configuración de vértices | V2.3.3.3                        | V3.3.3.3             | V4.3.3.3               | V5.3.3.3               | V6.3.3.3              | V7.3.3.3               | V8.3.3.3              | V10.3.3.3             | V12.3.3.3               | ...                   | V∞.3.3.3                |

El trapezoedro tetragonal es el primero de una serie de poliedros y teselados romos duales con configuración de vértices V3.3.4.3.n.
| Mutaciones de simetría 4n2 de teselados romos: 3.3.4.3.n | Mutaciones de simetría 4n2 de teselados romos: 3.3.4.3.n | Mutaciones de simetría 4n2 de teselados romos: 3.3.4.3.n | Mutaciones de simetría 4n2 de teselados romos: 3.3.4.3.n | Mutaciones de simetría 4n2 de teselados romos: 3.3.4.3.n | Mutaciones de simetría 4n2 de teselados romos: 3.3.4.3.n | Mutaciones de simetría 4n2 de teselados romos: 3.3.4.3.n | Mutaciones de simetría 4n2 de teselados romos: 3.3.4.3.n | Mutaciones de simetría 4n2 de teselados romos: 3.3.4.3.n |
| Simetría 4n2                                             | Esférica                                                 | Esférica                                                 | Euclídea                                                 | Hiperbólica compacta                                     | Hiperbólica compacta                                     | Hiperbólica compacta                                     | Hiperbólica compacta                                     | Paracomp.                                                |
| Simetría 4n2                                             | 242                                                      | 342                                                      | 442                                                      | 542                                                      | 642                                                      | 742                                                      | 842                                                      | ∞42                                                      |
| -------------------------------------------------------- | -------------------------------------------------------- | -------------------------------------------------------- | -------------------------------------------------------- | -------------------------------------------------------- | -------------------------------------------------------- | -------------------------------------------------------- | -------------------------------------------------------- | -------------------------------------------------------- |
| Figuras romas                                            |                                                          |                                                          |                                                          |                                                          |                                                          |                                                          |                                                          |                                                          |
| Config.                                                  | 3.3.4.3.2                                                | 3.3.4.3.3                                                | 3.3.4.3.4                                                | 3.3.4.3.5                                                | 3.3.4.3.6                                                | 3.3.4.3.7                                                | 3.3.4.3.8                                                | 3.3.4.3.∞                                                |
| Figuras giradas                                          |                                                          |                                                          |                                                          |                                                          |                                                          |                                                          |                                                          |                                                          |
| Config.                                                  | V3.3.4.3.2                                               | V3.3.4.3.3                                               | V3.3.4.3.4                                               | V3.3.4.3.5                                               | V3.3.4.3.6                                               | V3.3.4.3.7                                               | V3.3.4.3.8                                               | V3.3.4.3.∞                                               |